# Döbrököz
Döbrököz är en ort i Ungern.   Den ligger i provinsen Tolna, i den västra delen av landet, 130 km sydväst om huvudstaden Budapest. Döbrököz ligger 121 meter över havet och antalet invånare är 2 120.